# Brendan Maguire
Brendan Oliver Maguire, né le 29 août 1975, est un représentant commercial, technicien et homme politique canadien, néo-écossais. 
Il représente la circonscription de Halifax Atlantic (en) à l'Assemblée législative de la Nouvelle-Écosse depuis l'élection néo-écossaise du 8 octobre 2013. Il est réélu en 2017 et en 2021.
En 2021, il devient ministre des Affaires municipales dans le gouvernement libéral de Iain Rankin.
En 2024, il rejoint les progressistes-conservateurs pour devenir ministre des Services communautaires dans le gouvernement de Tim Houston.